# إلزه ماير
إلزه ماير (بالألمانية: Else Mayer)‏ هي نسوية ‏ وراهبة ألمانية، ولدت في 1891، وتوفيت في 1962.